# 往事並不如煙
《往事並不如煙》，章詒和作品，共335页。內容敘述中國反右運動的一些人物與故事。

## 簡介
章詒和是「中國頭號大右派」章伯鈞次女，在《往事並不如煙》這本書中，章詒和在書中描述史良、儲安平、張伯駒、聶紺弩、康同璧、羅隆基等五七時期被打入右派的一些人物故事。章诒和在〈自序〉中提到：「我这辈子，经历了天堂、地狱、人间三部曲，充其量不过是一场孤单的人生，没有什么意义和价值。我拿起笔，也是在为自己寻找继续生存的理由和力量，拯救我即将枯萎的心」，「寂静的我独坐在寂静的夜，那些生活的影子便不期而至，眼窝就会流出泪水，提笔则更是泪流不止，毫无办法，已成疾。因为，一个平淡的词语，常包藏着无数寒夜里的心悸。我想，往事如烟，往事又并不如烟。」

## 目錄
- 導讀：煙霧繚繞中的真人實事　（文／林博文）
- 自序
- 正在有情無思間──史良側影
- 兩片落葉，偶爾吹在一起 ──儲安平與父親的合影
- 君子之交 ──張伯駒夫婦與我父母交往之疊影
- 最後的貴族 ──康同璧母女之印象
- 斯人寂寞 ──聶紺弩晚年片斷
- 一片青山了此身 ──羅隆基素描
- 附錄：越是崎嶇越坦平

## 出版
本書在2004年1月由人民文学出版社出版，出版后被中國政府查禁，但现已能在中国大陆的网站看到电子版，並能夠在公共圖書館借閱。2004年3月由香港牛津大學出版社取书中写康同壁母女的一篇《最後的貴族》為書名，發行繁體字本。在台灣由時報出版於2004年10月發行。

## 评价
本書在大陸首先出版时多处被改動，其中有關對毛澤東的批評、反右運動的細節等重要文字遭刪除，一些重要人物以∗∗帶過，2004年3月時更被中共中央宣传部下令封杀（禁止重印，一同禁止重印的還有《中國農民調查》等）。同年由異見人士丁東組織，在香港出版的《最後的貴族》無任何删改並經補充修改，台灣版更增加講述其父的一章，2007年10月出版日文版。據章詒和本人稱，她因此書被列入「资产阶级自由化代表」（詳見外部連結「章诒和：集体记忆并不如烟」一文）。但章本人對官方封殺皆一概不回應，甚至之前發行時的媒體專訪都一一拒絕，只在她於同年2月在香港中文大學作資料搜集時接受過《新京報》記者赵晨钰的電話採訪。
儘管如此，本書仍受到大众和学者广泛肯定，《往事並不如煙》就已在非官方流通渠道和網絡上廣為流传，盜版数目更不可估量；2004年10月30日獲國際筆會下属獨立中文筆會自由寫作獎；本書亦在台灣獲2004年讀書人年度最佳書獎（非文學類）與2004年度開卷年度十大好書（中文創作類）。
雖然民間的廣泛肯定，但亦有左派學者對該書提出批駁，如北京大學中文系教授孔庆东於2004年10月31日下午在北航西門對面的烏有之鄉書吧一個講座，在最後網友提問時談到該著作時，以他批评當時右派「以金錢堆砌出來的奢華生活」與「夢想變天的天真」，「他們天天反對黨，這樣他們成為右派，共產黨反右皆為理所當然的」。並以礦難死者與之右派相提並論，把責任丟給章「我們的血淚誰去寫，在礦井砸死60多人，每人寫一部《往事並不冒煙》？他們一個人死了賠多少錢？生命都是有價錢的。」

## 查禁
本書作者章詒和出席2019年香港書展後表示，她2019年7月19日返回北京時，帶回的一箱書在海關被沒收，並被扣押3小時。據報導，章詒和自己的成名作《往事並不如煙》台灣時報文化出版、誠品30周年獨家書封版，海關以「非法出版物」為由沒收。 

## 续篇
2021年9月，章诒和的新作《往事并不如烟 续篇》通过牛津出版社发表。其体裁与本作相似，皆为人物传记合集。敘述茅盾、沈钧儒、叶恭绰、洪深、左舜生、赵丹等人在1949年之后的往事回忆。